# Хенералифе
„Ел Хенералифе“ (на испански: El Generalife; на арабски: Jannat al-'Arif) е лятната резиденция на султаните на Гранада от династията на Насридите.
Разположен е на хълм в съседство с хълма, на който е разположен дворецът „Алхамбра“, заедно с който и с квартала Албаисин са включени като ансамбъл в списъка на световното културно наследство на ЮНЕСКО. Паметник на ислямската ахитектура.
Дворецът „Хенералифе“ и градините към него са създадени по времето на султан Мухаммад III (1302 – 1309) и са преустроени малко по-късно при управлението на султан Исмаил I (1313 – 1324).
Комплексът се състои от
- Двор на водните градини (Patio de la Acequia), в който се намира дълъг воден басейн, обграден от цветни лехи, фонтани и колони, и
- Градините на султана (Jardín de la Sultana), за които се смята, че съхраняват в чист вид средновековния арабски стил на градините в Андалусия.

От двореца Хенералифе не са запазени значителни сгради и това е парк, свързан с Алхамбра чрез закрита алея, която прекосява дълбокия пролом, разделящ двата хълма.